# Dichagyris humilis
Dichagyris humilis là một loài bướm đêm trong họ Noctuidae.